# Persone di nome Todd
| Questa pagina contiene informazioni ricavate automaticamente dalle voci biografiche con l'ausilio del template Bio e di un bot. L'aggiornamento è periodico e automatico e ricostruisce completamente la pagina. Se manca una persona in questa lista, sei pregato di non aggiungerla, ma accertati piuttosto che la sua voce biografica contenga il template Bio e che i dati anagrafici siano correttamente compilati. Se il template Bio manca, inseriscilo tu stesso o, in alternativa, metti l'avviso {{tmp\|Bio}} che ne segnala la mancanza. Se i dati riportati sono sbagliati, correggi direttamente la voce biografica; le modifiche saranno visibili in questa lista entro pochi giorni. Per chiarimenti vedi il progetto antroponimi. La lista contiene solo le 102 persone che sono citate nell'enciclopedia e per le quali è stato implementato correttamente il template Bio. Pagina aggiornata al 16 ott 2024. |

Questa è una lista di persone presenti nell'enciclopedia che hanno il prenome Todd, suddivise per attività principale.

## Allenatori di football americano(1)
- Todd Haley, allenatore di football americano statunitense (Atlanta, n. 1967)

## Allenatori di pallacanestro(1)
- Todd Lickliter, allenatore di pallacanestro statunitense (Indianapolis, n. 1955)

## Artisti(1)
- Todd Lockwood, artista statunitense (Boulder, n. 1957)

## Attori(16)
- Todd Berger, attore, sceneggiatore e regista statunitense (New Orleans, n. 1979)
- Todd Bridges, attore statunitense (San Francisco, n. 1965)
- Todd Cahoon, attore statunitense (San Jose, n. 1973)
- Todd Farmer, attore e sceneggiatore statunitense (Fort Madison, n. 1968)
- Todd Graff, attore, sceneggiatore e regista statunitense (Queens, n. 1959)
- Todd Grinnell, attore statunitense (Massachusetts, n. 1976)
- Todd Karns, attore statunitense (Hollywood, n. 1921 - Ajijic, † 2000)
- Todd Lasance, attore australiano (Newcastle, n. 1985)
- Todd David Lawhorne, attore statunitense (Fort Lauderdale, n. 1975)
- Todd Louiso, attore e regista statunitense (Cincinnati, n. 1970)
- Todd Lowe, attore statunitense (Houston, n. 1977)
- Todd McKee, attore statunitense (Kentfield, n. 1963)
- T. J. Miller, attore statunitense (Denver, n. 1981)
- Todd Stashwick, attore statunitense (Chicago, n. 1968)
- Todd Susman, attore statunitense (Saint Louis, n. 1947)
- Todd Williams, attore statunitense (Queens, n. 1977)

## Autori di videogiochi(2)
- Todd Howard, autore di videogiochi e informatico statunitense (Allentown, n. 1970)
- Todd Replogle, autore di videogiochi statunitense (n. 1969)

## Avvocati(1)
- Todd Domboski, avvocato statunitense (Ashland, n. 1968 - Altoona, † 2022)

## Bassisti(3)
- Todd Jensen, bassista statunitense (Los Angeles, n. 1960)
- Todd Kerns, bassista, chitarrista e cantante canadese (Estevan, n. 1967)
- Todd Strange, bassista statunitense (n. 1966)

## Batteristi(1)
- Todd Sucherman, batterista statunitense (Chicago, n. 1969)

## Bobbisti(1)
- Todd Hays, ex bobbista e artista marziale misto statunitense (Del Rio, n. 1969)

## Calciatori(2)
- Todd Cantwell, calciatore inglese (Dereham, n. 1998)
- Todd Kane, calciatore inglese (Huntingdon, n. 1993)

## Cantanti(2)
- Todd Michael Hall, cantante statunitense (Saginaw, n. 1969)
- Todd Rundgren, cantante, polistrumentista e produttore discografico statunitense (Upper Darby, n. 1948)

## Cantautori(1)
- Leon Bridges, cantautore statunitense (Fort Worth, n. 1989)

## Cestisti(8)
- Todd Blanchfield, cestista australiano (Mackay, n. 1991)
- Todd Day, ex cestista e allenatore di pallacanestro statunitense (Decatur, n. 1970)
- Todd Fuller, ex cestista statunitense (Fayetteville, n. 1974)
- Todd Lichti, ex cestista statunitense (Walnut Creek, n. 1967)
- Todd Lindeman, ex cestista statunitense (Milwaukee, n. 1972)
- Todd MacCulloch, ex cestista canadese (Winnipeg, n. 1976)
- Todd Mundt, ex cestista statunitense (Iowa City, n. 1970)
- Todd Withers, cestista statunitense (Greensboro, n. 1996)

## Chitarristi(2)
- T. J. Helmerich, chitarrista statunitense
- Todd Morse, chitarrista, bassista e cantante statunitense (New York, n. 1968)

## Combinatisti nordici(1)
- Todd Lodwick, ex combinatista nordico statunitense (Steamboat Springs, n. 1976)

## Comici(1)
- Todd Barry, comico, attore e doppiatore statunitense (The Bronx, n. 1964)

## Conduttori televisivi(1)
- Todd Grisham, conduttore televisivo statunitense (Hattiesburg, n. 1976)

## Critici cinematografici(1)
- Todd McCarthy, critico cinematografico, scrittore e regista statunitense (Evanston, n. 1950)

## Danzatori(1)
- Todd Bolender, ballerino, coreografo e direttore artistico statunitense (Canton, n. 1914 - Kansas City, † 2006)

## Disc jockey(1)
- Todd Terry, disc jockey statunitense (Brooklyn, n. 1967)

## Disegnatori(2)
- Todd Kauffman, disegnatore canadese (Welland, n. 1971)
- Todd McFarlane, disegnatore, fumettista e imprenditore canadese (Calgary, n. 1961)

## Doppiatori(1)
- Todd Haberkorn, doppiatore statunitense (n. 1982)

## Fotografi(1)
- Todd Hido, fotografo statunitense (Kent, n. 1968)

## Giocatori di baseball(2)
- Todd Frazier, giocatore di baseball statunitense (Point Pleasant, n. 1986)
- Drew Smyly, giocatore di baseball statunitense (Little Rock, n. 1989)

## Giocatori di beach volley(1)
- Todd Rogers, giocatore di beach volley statunitense (Santa Barbara, n. 1973)

## Giocatori di football americano(13)
- Todd Blackledge, ex giocatore di football americano statunitense (Canton, n. 1961)
- Todd Bowles, ex giocatore di football americano e allenatore di football americano statunitense (Elizabeth, n. 1963)
- Todd Collins, ex giocatore di football americano statunitense (Walpole, n. 1971)
- T.J. Duckett, ex giocatore di football americano statunitense (Kalamazoo, n. 1981)
- Todd Gurley, giocatore di football americano statunitense (Baltimora, n. 1994)
- Todd Heap, ex giocatore di football americano statunitense (Mesa, n. 1980)
- Todd Kelly, ex giocatore di football americano statunitense (Hampton, n. 1970)
- Todd Lyght, ex giocatore di football americano statunitense (Kwajalein, n. 1969)
- Todd Marinovich, ex giocatore di football americano statunitense (San Leandro, n. 1969)
- Todd Shell, ex giocatore di football americano statunitense (Mesa, n. 1962)
- Todd Steussie, ex giocatore di football americano statunitense (Canoga Park, n. 1970)
- Todd Watkins, giocatore di football americano statunitense (San Diego, n. 1983)
- Todd Weiner, ex giocatore di football americano statunitense (Bristol, n. 1975)

## Giocatori di poker(1)
- Todd Brunson, giocatore di poker statunitense (El Paso, n. 1969)

## Giocatori di squash(1)
- Todd Harrity, giocatore di squash statunitense (Bryn Mawr, n. 1990)

## Hockeisti su ghiaccio(2)
- Todd Bertuzzi, hockeista su ghiaccio canadese (Greater Sudbury, n. 1975)
- Todd Warriner, ex hockeista su ghiaccio canadese (Blenheim, n. 1974)

## Imprenditori(2)
- Todd Boehly, imprenditore statunitense (Virginia Beach, n. 1973)
- Todd Dunivant, imprenditore e ex calciatore statunitense (Wheat Ridge, n. 1980)

## Modelli(1)
- Todd Finlay, modello australiano (Melbourne, n. 1981)

## Nuotatori(1)
- Todd Pearson, ex nuotatore australiano (Geraldton, n. 1977)

## Ostacolisti(1)
- Todd Matthews-Jouda, ex ostacolista statunitense (n. 1979)

## Pattinatori artistici su ghiaccio(2)
- Todd Eldredge, ex pattinatore artistico su ghiaccio statunitense (Chatham, n. 1971)
- Todd Sand, ex pattinatore artistico su ghiaccio statunitense (n. 1963)

## Pittori(1)
- Todd Williamson, pittore statunitense (Cullman, n. 1964)

## Politici(3)
- Todd Gloria, politico statunitense (San Diego, n. 1978)
- Todd Platts, politico e avvocato statunitense (York, n. 1962)
- Todd Young, politico e militare statunitense (Lancaster, n. 1972)

## Rapper(1)
- Too Short, rapper statunitense (Los Angeles, n. 1966)

## Registi(4)
- Todd Haynes, regista, sceneggiatore e produttore cinematografico statunitense (Los Angeles, n. 1961)
- Todd Phillips, regista, sceneggiatore e produttore cinematografico statunitense (New York, n. 1970)
- Todd Robinson, regista, sceneggiatore e produttore cinematografico statunitense (Pennsylvania)
- Todd Solondz, regista e sceneggiatore statunitense (Newark, n. 1959)

## Rugbisti a 15(1)
- Todd Blackadder, ex rugbista a 15 e allenatore di rugby a 15 neozelandese (Rangiora, n. 1971)

## Sciatori alpini(2)
- Todd Brooker, ex sciatore alpino canadese (Waterloo, n. 1959)
- Todd Kelly, ex sciatore alpino statunitense (n. 1969)

## Scrittori(2)
- Todd Hanson, scrittore e doppiatore statunitense (Chicago, n. 1968)
- Todd Strasser, scrittore statunitense (New York, n. 1950)

## Tennisti(6)
- Todd Martin, ex tennista statunitense (Hinsdale, n. 1970)
- Todd Nelson, ex tennista statunitense (The Dalles, n. 1961)
- Todd Perry, ex tennista australiano (Adelaide, n. 1976)
- Todd Reid, tennista australiano (Sydney, n. 1984 - Sydney, † 2018)
- Todd Witsken, tennista statunitense (Indianapolis, n. 1963 - Zionsville, † 1998)
- Todd Woodbridge, ex tennista australiano (Sydney, n. 1971)

## Velocisti(1)
- Todd Bennett, velocista britannico (Southampton, n. 1962 - Southampton, † 2013)

## Wrestler(1)
- Ivar, wrestler statunitense (Lynn, n. 1984)

## Senza attività specificata(1)
- Todd Klein, grafico statunitense (Plainfield, n. 1949)